# NGC 1573
NGC 1573 is een elliptisch sterrenstelsel in het sterrenbeeld Giraffe. Het hemelobject werd op 1 augustus 1863 ontdekt door de Duitse astronoom Ernst Wilhelm Leberecht Tempel. Het sterrenstelsel bevindt zich dicht bij NGC 1573A.

## Synoniemen
- PGC 15570
- UGC 3077
- MCG 12-5-8
- ZWG 328.9
- 7ZW 18